# Pekka Vesainen
Pekka Vesainen, född i Utajärvi, död där omkring 1626, var en finländsk bondehövding 
Vesainen var den ryktbaraste av de friskareledare som under nordiska tjugofemårskriget kämpade mot ryssar och fjärrkarelare i det omstridda området kring Ule träsk. Han företog våren 1589 en vedergällningsexpedition till Kantalaks vid Vita havet, där han bland annat lät bränna ned flera större byar. På juldagen detta år ödelade och plundrade han Petsamo kloster, som därefter stod övergivet i trehundra år framåt. Över honom har ett monument rests i Överkiminge (Oskari Jauhiainen, 1936), och i Ijo finns en staty av honom (Kalervo Kallio, 1941). Vesainen är huvudpersonen i Santeri Ivalos roman Juho Vesainen (svensk översättning, En bondehöfding, 1894).